# Joan Mestres i Calvet
Joan Mestres i Calvet   (Barcelona, 26 de juny de 1877 - Barcelona, 6 de juny de 1955) fou un empresari teatral. Va dirigir el Gran Teatre del Liceu durant els períodes 1915-16, 1918-30, 1933-36 i 1939-47 i el situà com un referent europeu.

## Biografia
Fou fill de Salvador Mestres i Serra, nascut a Calaf, i de Lluïsa Calvet i Coma. Estudià amb Josep Rodoreda i Joan Lamote de Grignon a l'Escola Municipal de Música de Barcelona. Va ser el responsable de diverses obres escèniques en els teatres Gran Via i Tívoli, fins que passà a regentar el Gran Teatre del Liceu. Al Liceu va tenir com a principal objectiu obrir l'activitat del teatre a les avantguardes artístiques de l'època i sortir de la rutina d'un repertori que s'estava quedant obsolet. Va fer entrar al repertori les òperes russes, franceses i d'autors catalans, així com l'estrena de les principals òperes de Mozart i d'òperes alemanyes en l'idioma original. Va contractar sovint els Ballets Russos de Diaghilev i establí el costum de dedicar la temporada de primavera del Liceu al ballet. Després de la Guerra Civil, Joan Mestres ocupà també el càrrec de director artístic del Liceu.
Va posar música a El caballero Wolframo i va escriure El Gran Teatro del Liceo visto por su empresario (1945).
El seu germà Salvador Mestres i Calvet (Barcelona 1868 - 1950) fou baríton.